# Washburn Anarchy Graphics Series
Washburn, en su constante experimentación con las guitarras, quiso crear una serie que realmente lo tuviera todo: Que luciera bien, que sonara bien, que estuviera bien construida, y, por supuesto, que fuera barata. De este ambicioso proyecto nacieron las Anarchy Graphic Series. Como dice su nombre, tienen gráficos Killer Anarchy.

## Algunas Guitarras

### WV16
Esta guitarra toma el típico diseño "en V" y lo transforma en una poderosa guitarra, con barra de entramado ajustable, tune-o-matic y stoptail, dos humbuckers y Cuerdas entre-cuerpo, que dan alta salida y sustain para "varios días".

#### Especificaciones
- Cuerpo de tilo americano
- Terminado en Gloss
- Cuerpo en V
- Puente Tune-o-matic
- Stoptail
- Afinadores con sistema die-cast, cromados
- Diapasón de palo rosa con diseño de trastes de puntos
- Mástil de arce, construcción bolt-on
- 2 pastillas humbuckers
- Switch "toogle" de 3 posiciones
- Una perilla de tono y dos de volumen
- Barra de entramado ajustable
- Gráficos Killer Anarchy